# Otto Garten
Otto Garten, obersorbisch Ota Garten (* 1. Dezember 1902 in Elstra; † 14. Oktober 2000 ebenda), war ein deutsch-sorbischer Künstler.

## Leben und Wirken
Otto Garten war der Sohn eines Kleinbauern. Schon als Kind wandte er sich dem Zeichnen zu. Der Maler Josef Goller besuchte öfter Elstra. Er wurde auf Garten aufmerksam und empfahl seine Ausbildung als Kunstmaler.
Nach dem Tod des Vaters begann Garten 1919 eine Ausbildung an der Kunstgewerbeschule Dresden. Von 1920 bis 1927 studierte er bei Richard Dreher, Ludwig von Hofmann und Robert Sterl an der Kunstakademie Dresden, ab 1922 mit einem Stipendium der Schill-Poeppig-Stiftung. Nach dem Studium ging Garten als freier Kunstmaler zurück in seine Heimatstadt. Zu Studienaufenthalten weilte er 1930 bis 1932 in Paris und 1937 in Italien. Er war Mitglied des Lausitzer Künstlerbunds, von 1926 bis 1933 der Künstlervereinigung Dresden und in der Zeit des Nationalsozialismus der Reichskammer der bildenden Künste. Für diese Zeit ist seine Teilnahme an 11 Gruppenausstellungen sicher belegt, darunter 1939 die Große Deutsche Kunstausstellung in München. Zum 1. Mai 1933 trat er der NSDAP bei. 1934 druckten die „Nationalsozialistischen Monatshefte“ in Heft 57 sein Bild „Winterlandschaft“ ab. Im Zweiten Weltkrieg war Garten ab 1941 als Soldat der Wehrmacht u. a. in Frankreich, Belgien und Holland.
Aus der Kriegsgefangenschaft in Schottland kehrte er 1948 nach Elstra zurück und arbeitete wieder als Maler. 1949 wurde er Mitglied des Verbands Bildender Künstler der DDR und des Arbeitskreises sorbischer Künstler.
Sein Nachlass befindet sich weitgehend im Sorbischen Museum in Bautzen.

## Stil
Garten gilt als später Vertreter der Dresdner Malerei, die vom koloristischen Realismus der Freiluftmalerei geprägt war. Bei der Motivwahl spielten Licht, Luft und freie Natur eine große Rolle. Gartens Werke sind durch intensive Natureindrücke, Leichtigkeit, Unbefangenheit, Lebensfreude und eine Ausstrahlung tiefer Menschlichkeit geprägt. Tiere und Pflanzen waren immer wieder Gegenstand und Ausdruck seiner Kunst.

## Ehrungen
- 1980: Kunstpreis der Stadt Leipzig
- 1983: Verleihung der Ehrenbürgerschaft der Stadt Elstra
- 2000: Benennung der Grundschule Elstra nach Garten

## Werke (Auswahl)
- Markttag in Kamenz (1929)[3]
- Alt-Paris (1931, Sorbisches Museum)
- Wiese (1932, Öl)[4]
- Stillleben (1939, Öl auf Pappe, 37 × 45 cm; von Hitler 1939 auf der Großen Deutschen Kunstausstellung erworben)[5]
- Stillleben mit Krug und Glas (1940, Öl auf Sperrholz, 30,5 × 23 cm; Museum für Sächsische Volkskunst)[6]
- Stillleben mit Brot (Aquarell, 32,7 × 42,7 cm; Sächsischer Kunstfonds)[7]
- Häuser im Nebel (1958, Öl, 30 × 40 cm)
- Baustelle Boxberg II (1967, Öl, 37 × 45 cm)
- Dorfschmied (1974, Öl, 73,5 × 55,5 cm)
- Kirchgasse Elstra (1988, Öl; Sorbisches Museums)
- Selbstbildnis (1982, Öl)[8]

## Ausstellungen nach 1945 (unvollständig)
- 1948: Bautzen, 2. Jahresausstellung Lausitzer Bildender Künstler; auch Mitglied der Jury[9][10]
- 1949: Görlitz, 3. Jahresausstellung Lausitzer Bildender Künstler[11]
- 1972: Dresden, Bezirkskunstausstellung
- 1980: Bautzen, Kunstausstellung des Kreises sorbischer bildender Künstler
- 1998: Bautzen, Sorbisches Museum, und Hoyerswerda, Stadtmuseum im Schloss Hoyerswerda („Sorbische bildenden Kunst 1923-1998“)

### Postum
- 2020: Elstra, Hoyerswerdaer Kunstverein („Der Maler Otto Garten. Maler und Weltwanderer“)